# 신병 시리즈의 등장인물
위 문서는 신병 드라마 시리즈의 등장 인물을 서술한다.

## 7대대 예하

### 1중대(본부중대)
- 임성규  대위(大尉) - 1중대장
- 박형식  병장(兵長)
- 박병호  병장(兵長)
- 백수종  상등병(上等兵)
- 김한성  일등병(一等兵)

### 2중대
```
주연을 제외한 병사는 전투편성표를 참조함.
```

#### 1생활관
- 최일구  하사(下士)
- 김상훈  상등병(上等兵) - 1생활관 분대장
- 임다혜  일등병(一等兵)
- 박민석  일등병(一等兵)
- 차병호  일등병(一等兵)
- (이름 미상의 신병)  이등병(二等兵)

#### 2생활관
- 조여래  병장(兵長) - 2생활관 분대장
- 최효수  상등병(上等兵)
- 유보선  일등병(一等兵)
- 강성훈  일등병(一等兵)
- 신진규  이등병(二等兵)

#### 3생활관
- 김경태  병장(兵長) - 3생활관 분대장
- 강찬석  상등병(上等兵)
- 최병남  상등병(上等兵)
- 김동우  일등병(一等兵)
- 지정민  일등병(一等兵)
- 윤태형  이등병(二等兵)

#### 4생활관
- 허윤재  병장(兵長) - 4생활관 분대장
- 차종욱  상등병(上等兵)
- 이재창  일등병(一等兵)
- 윤준영  일등병(一等兵)
- 이호재  일등병(一等兵)
- 최현성  이등병(二等兵)

#### 5생활관
- 박성훈  병장(兵長)
- 윤태희  상등병(上等兵) - 5생활관 분대장
- 김태오  상등병(上等兵)
- 조승현  일등병(一等兵)
- 김만기  이등병(二等兵)

#### 6생활관
- 안효천  병장(兵長) - 6생활관 분대장
- 홍영민  상등병(上等兵)
- 이도균  상등병(上等兵)
- 김정한 상등병(上等兵)
- 정상민  이등병(二等兵)
- 윤슬기  이등병(二等兵)

#### 7생활관
- 노지훈  병장(兵長)
- 차훈  병장(兵長)
- 박준영  상등병(上等兵) - 7생활관 분대장
- 김경덕  일등병(一等兵)
- 정선호  이등병(二等兵)

#### 8생활관
- 김지혁  병장(兵長) - 8생활관 분대장
- 윤지호  병장(兵長)
- 노희정  일등병(一等兵)
- 장정빈  일등병(一等兵)
- 정희영  이등병(二等兵)
- 변우성  이등병(二等兵)

#### 9생활관
- 윤현민  병장(兵長) - 9생활관 분대장
- 김지혁  병장(兵長)
- 정상현  상등병(上等兵)
- 하동식  일등병(一等兵)
- 배예준  이등병(二等兵)

#### 11생활관
- 정소망  병장(兵長) - 11생활관 분대장
- 송해성  상등병(上等兵)
- 지현수  일등병(一等兵)
- 하규진  일등병(一等兵)
- 오현호  이등병(二等兵)

#### 12생활관
- 한찬희  병장(兵長)
- 박상호  병장(兵長) - 12생활관 분대장
- 조백운  상등병(上等兵)
- 김시훈  일등병(一等兵)
- 오석균  일등병(一等兵)
- 임준서  이등병(二等兵)

#### 13생활관
- 이성일  병장(兵長) - 13생활관 분대장
- 서윤철  상등병(上等兵)
- 강민찬  일등병(一等兵)
- 신남식  일등병(一等兵)
- 임형규  일등병(一等兵)
- 조동현  이등병(二等兵)

#### 부사관
- 박재수  상사(上士) - 행정보급관
- 최종훈  상사(上士) - 당직사관
- 임성민  중사(中士) - 부소대장
- 이충훈  하사(下士) - 위병조장

#### 장교
- 오승윤  대위(大尉) - 2중대장이며 유격대장
- 오석진  소위(少尉) - 소대장

### 3중대
- 윤원철  대위(大尉)(소령 진) - 3중대장
- 김성주  상사(上士) - 3중대 행정보급관
- 이상백  병장(兵長)
- 김정진  병장(兵長)
- 윤신영  상등병(上等兵)
- 박민식  일등병(一等兵)

### 4중대(화기중대)
- 김덕철  대위(大尉) - 4중대장
- 문찬호  병장(兵長)
- 강찬수  상등병(上等兵)
- 허영현  일등병(一等兵)
- 추민호  일등병(一等兵)

## 7대대 직할
- 남중범  중령(中領) - 7대대장
- 김철중  소령(少領) - 작전과장
- 안경훈  소령(少領) - 정훈과장

### 의무실
- 배승현  대위(大尉) - 군의관
- 서시일  상등병(上等兵) - 의무병
- 박이삭  일등병(一等兵) - 의무병

### 유격단
- 오승윤  대위(大尉) - 2중대장이며 유격대장
- 유격교관 2명  상사(上士)
- 유격조교  병장(兵長) 2명,  상등병(上等兵) 4명

## 예비역
```
언급된 기준(순서는 입대일 기준)
```

- 정다정
- 김태희
- 민효철
- 백필규
- 윤석영
- 전대한
- 오한식
- 심진우
- 김정현
- 나윤철
- 조승현
- 백승훈

## 박민석의 가족
- 박춘규  소장(少將) - 95사단장, 민석의 아버지
- 김미숙 - 민석의 어머니
- 박민지 - 민석의 큰 누나
- 박민주  하사(下士)(중사 진) - 민석의 작은 누나 이자 유격 교관
- 김재록  대령(大領) - 75연대장, 민석의 외삼촌
- 박범석  준장(准將) - GOP 포병여단장으로 언급, 민석의 삼촌

## 그 외 인물
- 지호진  대위(大尉) - 前 2중대장
- 김정훈  중위(中尉) - 연대장 보좌관
- 성윤모  이등병(二等兵) - 前 2중대원, 기결수(도박사범)
- 김재우  병장(兵長)
- 윤용승  병장(兵長)
- 임주홍  병장(兵長)
- 신주혁  병장(兵長)
- 박경호  병장(兵長)
- 신재복  상등병(上等兵)
- 박철우  일등병(一等兵)
- 신범오  일등병(一等兵)
- 신호성  이등병(二等兵) - 일구의 군병원 말동무
- 김현욱
- 안효성  대위(大尉) - 군병원 원장(공항 안과 의사..크흠, 어디에요? 어디에요? 누구에요?)
- 차나연 - 병호의 누나
- 김환희 - 교회 목사 딸